# فيناسكا
فيناسكا هي بلدية (كوميون) في مقاطعة كونيو في منطقة بيدمونت الإيطالية، وتقع على بعد نحو 60 كيلومتر (37 ميل) جنوب غرب تورينو ونحو 25 كيلومتر (16 ميل) شمال غرب كونيو. اعتبارًا من 31 ديسمبر 2004، كان عدد سكانها 1،563 نسمة ومساحتها 20.4 كيلومتر مربع (7.9 ميل2). 
تقع فيناسكا على حدود البلديات التالية: برونديلو، بروساسكو، إيساسكا، بانيو، بياسكو، روسانا، بوسكا.